# Transă

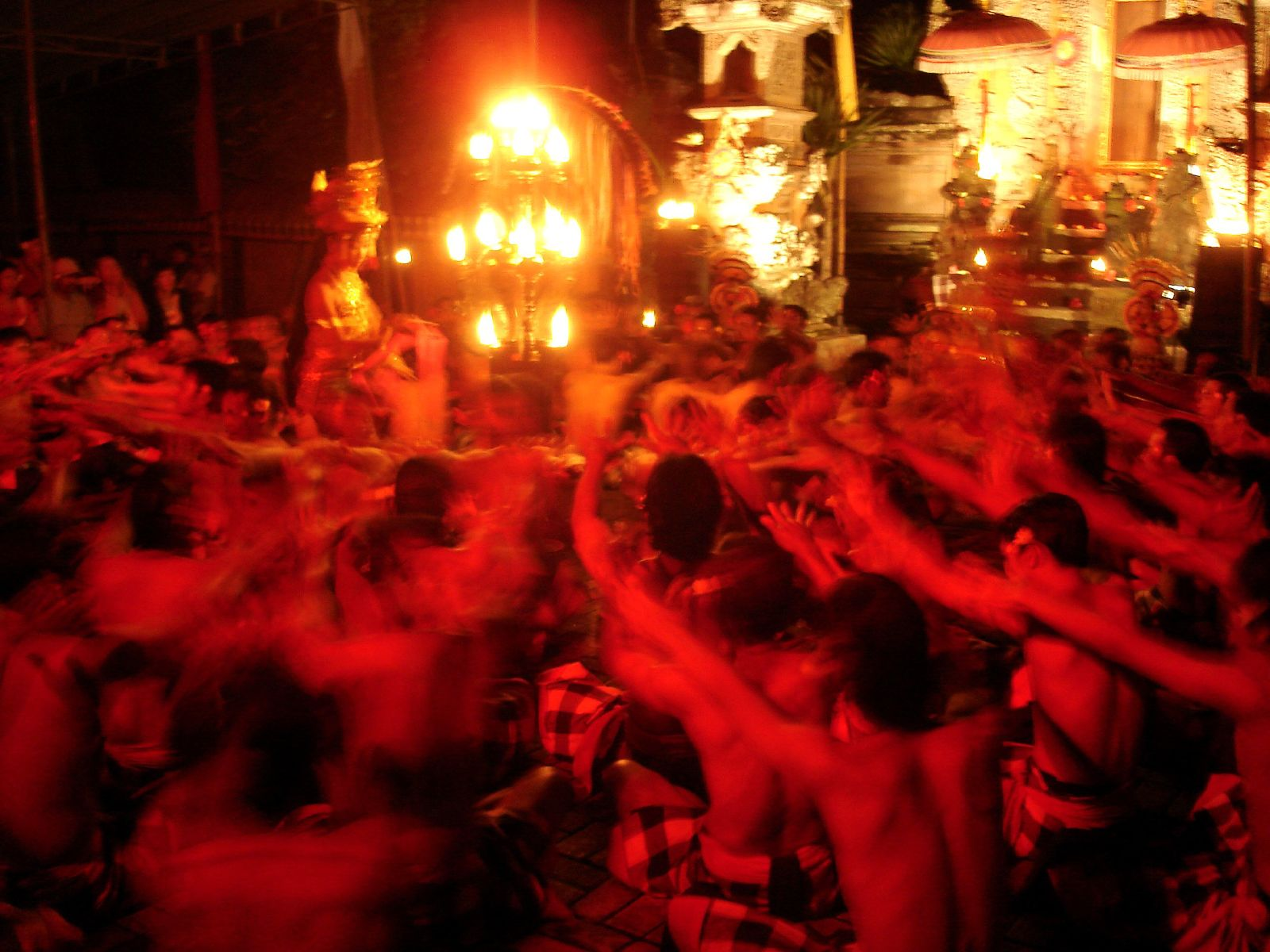
Ceremonie în Indonezia

Transa este o stare de conștiință modificată/alterată (SCM, SCA). Există mai multe tipuri de transă, printre care: transă șamanică, convulsivă, de posedare [demonică], erotică, extatică, hipnotică, meditativă, psihedelică, etc.

## Definiție
Noul dicționar universal al limbii române”oferă următoarea definiție: Transa este o „(1) stare specială în care se află persoană hipnotizată, deosebită de cea de veghe sau cea de somn, caracterizată prin slăbirea controlului conștient asupra propriei comportări și a contactului cu realitatea la acțiunea unei sugestii: transă hipnotică; (2) stare a mediumului în timpul comunicării cu spiritele, caracterizată prin tulburări de conștiință și fiziologice: îngâna frânturi de fraze, ce se desprindeau ca dintr-o stare de transă. BL.; (3) stare de exaltare, de uitare de sine a unei persoane; (prin specializare) starea artistului cuprins de inspirație; a fi (sau a intra) în transă, a pierde controlul asupra propriilor manifestări ca efect al surescitației sau a unei emoții puternice”
Dicționarul enciclopedicne oferă definiția următoare: „Stare de conștiență modificată, caracterizată prin reducerea sensibilității la stimuli, alterarea contactului cu mediul ambiant și chiar o pierdere temporară a acestui contact, înlocuirea activității voluntare cu un comportament automat. Adesea este însoțită de o stare de senzație de exaltare, de euforie, sau de senzația părăsirii propriului corp și a pătrunderii în altă lume. Poate fi indusă prin hipnoză, prin utilizarea unor substanțe psihotrope, prin diverse practici religioase primitive (ex. șamanism, cultul voodoo) etc. Apare și în unele forme de isterie.”

## Etimologie
În limba română, termenul de «transă» provine din limba franceză: «transe». Termenul francez «transe» este din aceeași familie lexicală cu verbul «transir», care, în Evul Mediu, însemna „a pleca”, „a trece”, „a se scurge”. Actualul termen francez «transe» provine din cuvântul englez «trance», care, la rândul său provine din vechiul cuvânt francez «transe». La rândul său, acest cuvânt provine din limba latină: «transeō, transīre, transiī (transīvī), transitum», cu sensul de „a trece dintr-un loc în altul, a traversa”. Începând cu secolul al V-lea, a început să primească sensul de „a trece de la viață la moarte”, ca și termenul «samadhi», folosit uneori în hinduism.
Deși expresia «a intra în transă», înțelegând prin aceasta o stare psihico-fiziologică deosebită, a apărut în secolul al XIV-lea, starea de transă este cunoscută de om de mai multă vreme. Starea de transă era, de exemplu, practicată în cursul ceremoniilor de către vechile popoare, cum sunt indienii americani sau unele comunități africane.
Vorbim despre o transă meditativă, când o persoană este în meditație sau de o transă hipnotică, atunci când o persoană este sub hipnoză.

## Caracteristici
Transa a fost popularizată prin imagini spectaculoase de „vrăjitori”, ale căror corpuri erau agitate de tresăriri și cu ochii dați peste cap. Dacă unele din aceste fenomene sunt autentice, altele sunt simulate. În seratele «tehno», s-a putut nota că, fără cunoașterea fenomenului, o formă de transă putea fi produsă prin antrenare colectivă.
Transa rezultă din mijloace tehnice deosebite: dans rotativ, însoțit de muzică percusivă (tehno, trance, hard-tek), hiperflexiuni ori hiperextensii ale gâtului, presiuni asupra globilor oculari și închiderea pleoapelor, manevră Valsalva, folosirea unor procedee sonore, ajun, respirație accelerată (hiperventilație, rebirth), folosirea eventual a unor substanțe toxice, încălzire colectivă, etc. Unele dintre aceste procedee pot prezenta un pericol, de aceea sfatul este să nu se practice astfel de metode. 

### Articole conexe
- Medium
- Gnaoua
- Vaudou
- Meditație